# Nicolae Dumitru (fotbalist)
Nicolae „Nicușor” Dumitru (n. 12 decembrie 1928, București, România – d. 8 august 2005, București, România) a fost un fotbalist și antrenor de fotbal român. Atât ca antrenor, cât și ca jucător, și-a legat numele de clubul Dinamo București, la care a evoluat timp de nouă sezoane făcând parte din lotul care a cucerit primul titlu de campioni ai României, în 1955 și în total a câștigat 9 titluri ca antrenor pentru “câini”, dintre care 4 ca antrenor principal și 5 ca secund (1962, 1963, 1964, 1965, 1971, 1975, 1982, 1983, 1984) și de 3 ori Cupa României (1964, 1982, 1984). 
Cu Dumitru Nicolae Nicușor pe bancă, Dinamo s-a calificat în semifinalele Cupei Campionilor Europeni (1984), cea mai mare performanță pe plan european în istoria clubului.

## Cariera de jucător
- 1945-1947: Sparta București
- 1947-1949: Metalul București: 23 jocuri / 10 goluri
- 1950-1959: Dinamo: 166 jocuri / 45 goluri
- În Divizia A: 189 jocuri / 55 goluri

## Cariera de antrenor
Chiar la primul sezon ca “principal”, ’61-’62, câștigă titlul și drept recompensă… e debarcat. Vine iar Traian Ionescu și Nea Nae rămâne secund, nu se supără, muncește și mai mult și Dinamo aduna alte 3 titluri consecutive, e cea mai bună perioadă a lor.
Ajunge în două reprize și la Bacău, dar pleacă să antreneze pentru un an în Ghana, naționala Ghanei. Revine de pe tărâmuri africane în 1974 și preia ca principal din nou Dinamo. 
Si câștigă iar campionatul si iar este exilat, tot la Bacău! Revine în clubul-mamă și i se dă o funcție oarecare, dar și responsabilitatea centrului de copii. La începutul sezonului 1982-83 Nicușor preia din nou echipa. De data aceasta stă două sezoane și iși pune decisiv amprenta, sunt anii de glorie maximă a echipei din Stefan cel Mare, cea mai bună perioadă din istoria lor!
Cu un sezon în urmă Dinamo luase titlu cu Tinel Stănescu la comenzi si Nea Nae secund, titlu urmat de o participare remarcabilă în CCE când au eliminate Interul lui Altobelli. Bergodi și Orialli. Chiar dacă erau anii Craiovei, începutul deceniului 8 aparținea dinamoviștilor, așa că după titlul din 1982, în ’83 si “84 Nicușor îi face din nou campioni. Toamna lui “83 este începutul cuceririi Europei. Elimină în primul tur pe Kuusysi Lahti și Bucureștiul era pregătit să primească proaspăta campioană a Europei, echipa lui Magath și Kaltz, Hamburger SV. Dinamo face un meci magnific în tur la București și câștigă cu 3-0. La retur, nemții refac repede rezultatul, conduc cu 3-0, dar Țălnar și Mulțescu le-au luat piuitul, 3-2 și Nicușor cu haita lui merg mai departe.
In sferturi dau peste milițienii de la Dinamo Minsk, conduși de Zigmanatovici și Aleynikov. La Minsk, meci strâns, un 1-1 plin de speranțe, gol Rednic în final, minutul 87! Noroc, dar șansa e cu cei îndrazneți. Meci crucial la București și Augustin întra în istorie cu golul său, 1-0, scor perfect pentru o calificare in premieră, calificarea unei echipe romanești în semifinalele Cupei Campionilor. Dumitru Nicolae Nicușor a gândit perfect meciul, a jucat economicos și i-a ieșit.
Semifinala aduce față-n față o revelație, marea surpriză a competiției, Dinamo București și legendara FC Liverpool. Devenit omul momentului, Nicușor gestionează foarte bine meciul tur, englezii câștiga doar cu 1-0, speranțe pentru retur sunt, mai ales ca toată lumea visa la o mare răzbunare după gestul golănesc a lui Souness la adresa lui Movilă, n-a fost doar un gest, a fost un pumn care i-a fracturat mandibula modoveanului dinamovist. Runda a doua a confruntării e influentată de ploaie și de starea gazonului și englezii se impun și la București cu 2-1. Dinamo ieșea cu fruntea sus și prezența lor în aceasta fază a Cupei Campionilor e cea mai mare performanța din istoria clubului, performanța ce nu poate fi disociată de numele artizanului ei, antrenorul Nicușor.
Fanii dinamovisti, mai ales cei mai în vârstă, cei care i-au studiat “opera” pe viu, il consideră pe acesta, cel mai mare antrenor pe care l-a avut clubul, discreția și modestia lui l-au oprit însă să iasă în luminile rampei.
- Antrenor secund la Dinamo (1959-1965, 1971, 1974-1976, 1981-1982)
- Antrenor principal la Dinamo (1962, 1969-1970, 1971-1972, 1974-1976, 1982-1984)
- Antrenor principal la Victoria București: (1965-1967, 1986-1988)
- Antrenor principal la SC Bacău (1967-1969, 1976-1978, 1984-1986)
- Antrenor principal în Ghana (1973-1974)
- Antrenor principal la FC Argeș (1988-1989)
- Antrenor principal la Progresul Brăila (1991)

A fost component al clubului sportiv Dinamo București al Ministerului Afacerilor Interne și a deținut gradul de maior.

## Palmares

### Jucător
Dinamo București
- Divizia A: 1955[3]
- Cupa României: 1958–59[3]

### Manager
Dinamo București
- Divizia A
  - Ca principal (4): 1961-1962, 1974-75, 1982-83, 1983-84[4]
  - Ca secund (5): lui Traian Ionescu 1962-1963, 1963-1964 și 1970-1971, lui Angelo Niculescu 1964–65, lui Valentin Stănescu 1981-82

- Cupa României
  - Ca secund: 1963–64, 1983–84[5]

- Cupa Europei
  - Semifinale: 1984

## Distincții
- Ordinul „Meritul Sportiv” clasa a III-a (8 mai 1968) „pentru contribuția deosebită adusă la dezvoltarea mișcării de cultură fizică și sport și pentru merite deosebite în activitatea sportivă de performanță, cu prilejul împlinirii a 20 de ani de la înființarea Clubului sportiv «Dinamo»-București al Ministerului Afacerilor Interne”[2]